# Míčov-Sušice
Obec Míčov-Sušice se nachází v okrese Chrudim, kraj Pardubický. Žije zde 305 obyvatel.

## Části obce
- Jetonice
- Míčov
- Rudov
- Sušice
- Zbyslavec

## Historie
První písemná zmínka o obci pochází z roku 1349.

## Památky
- kostel svatého Matouše v Míčově, první zmínka z roku 1349

## Galerie

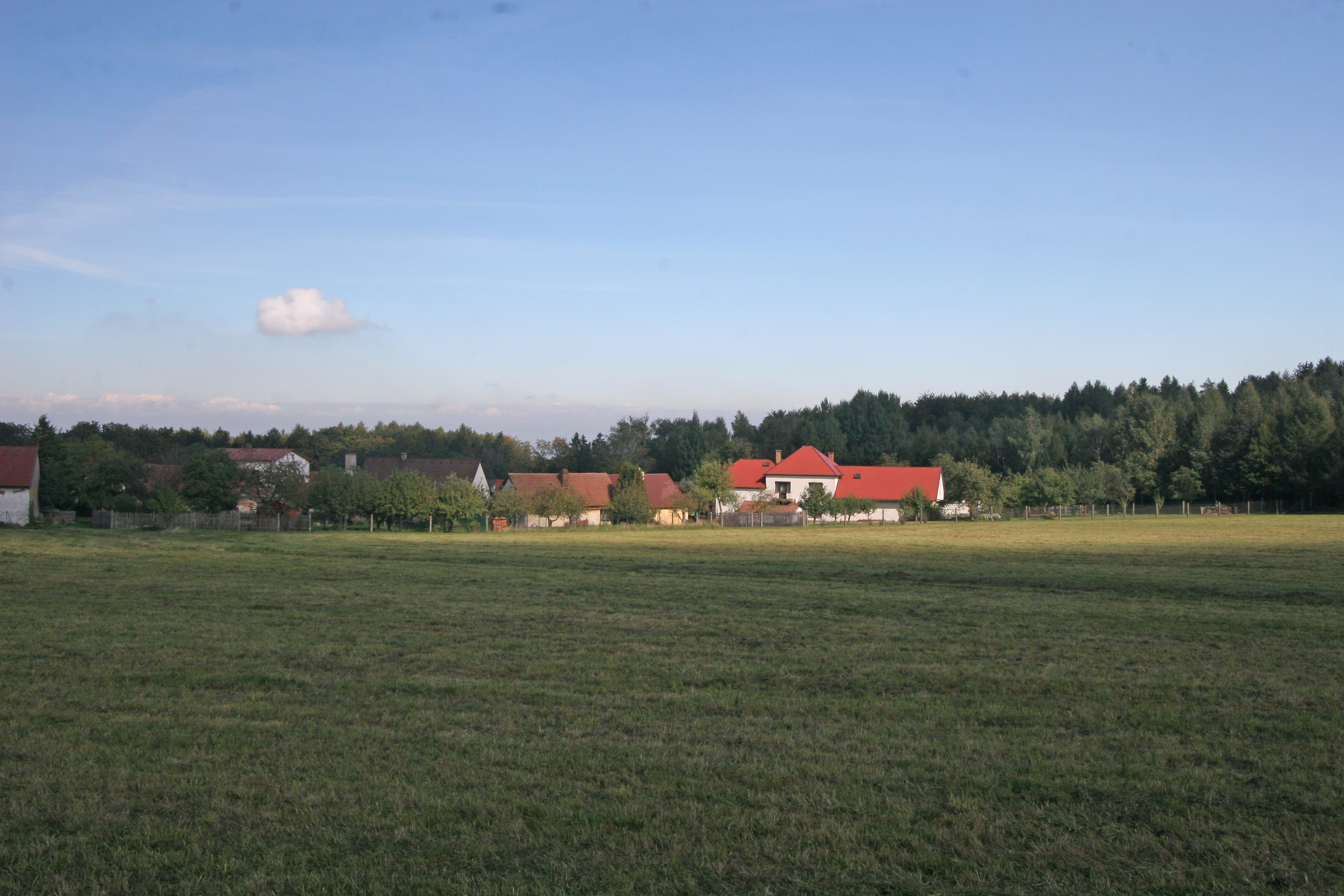
Panorama
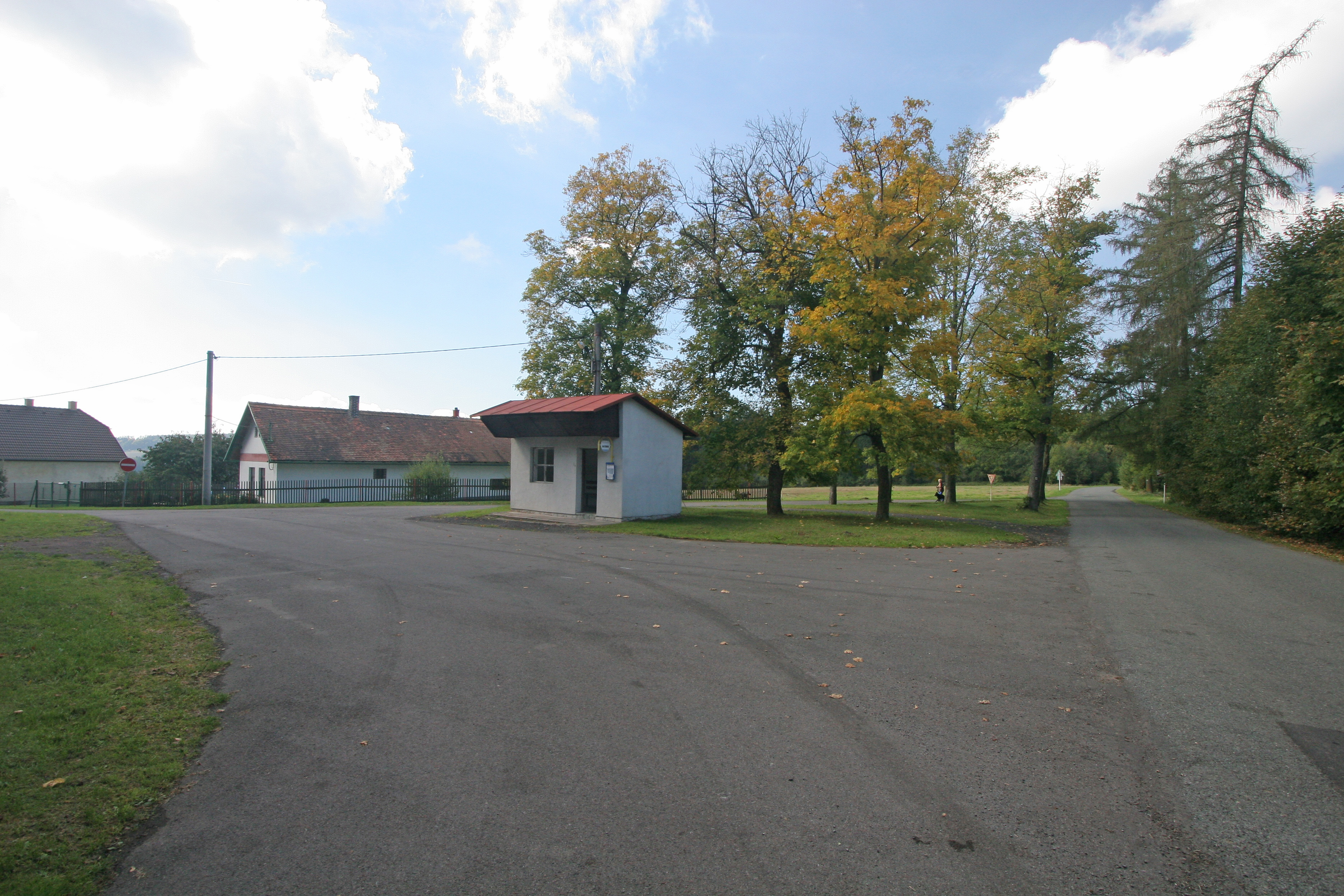
Autobusová zastávka
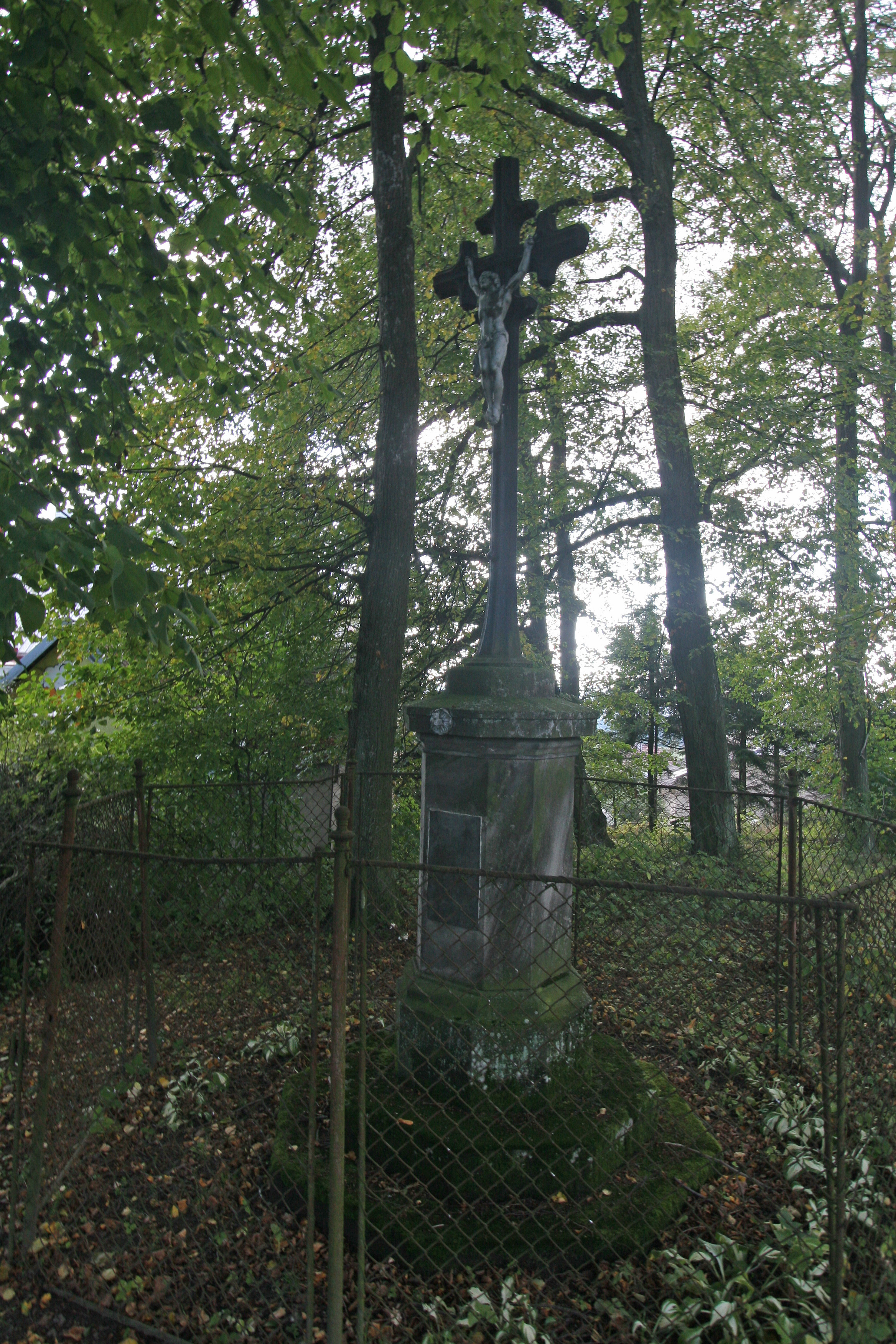
Křížek u hřbitova
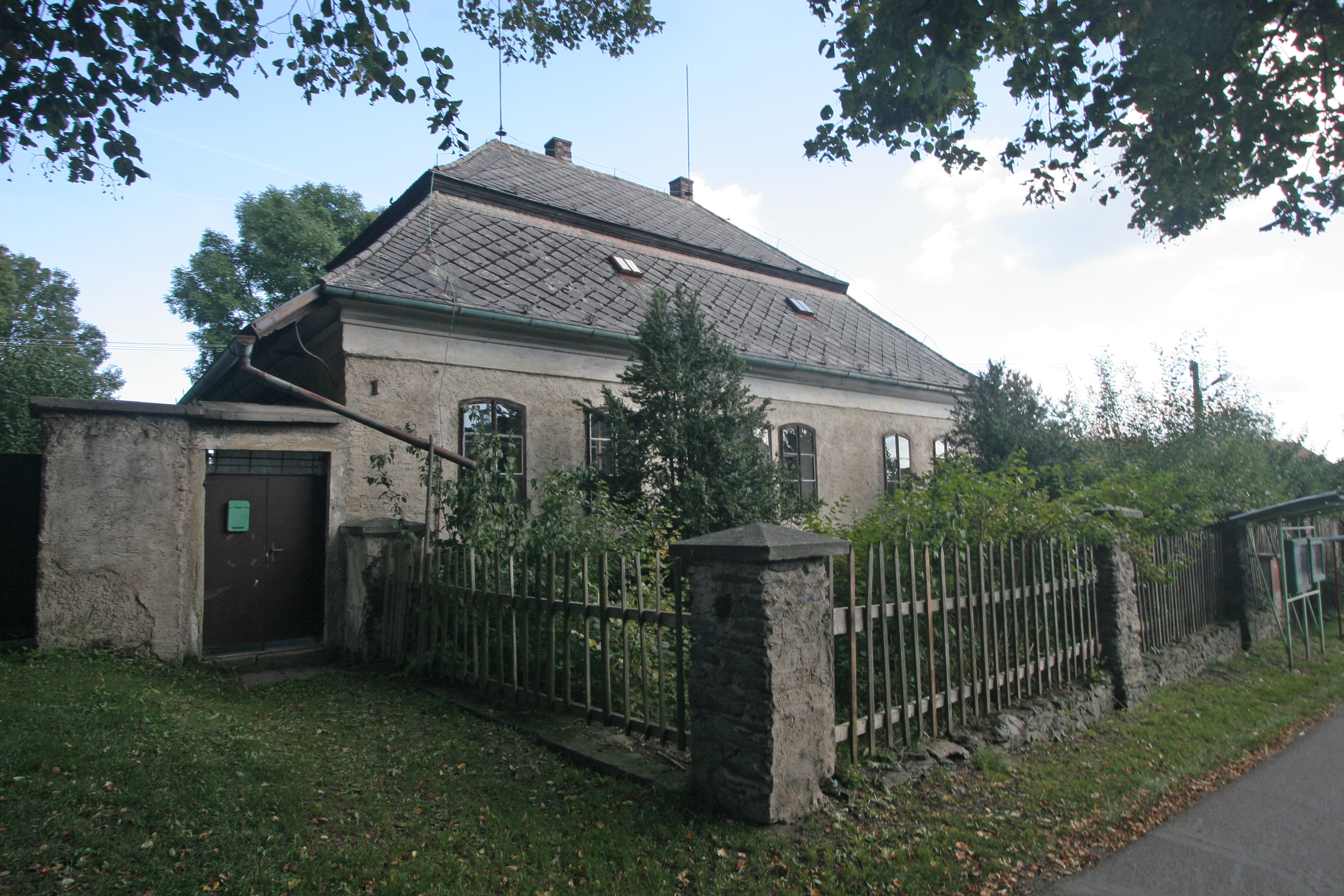
Usedlost čp. 1
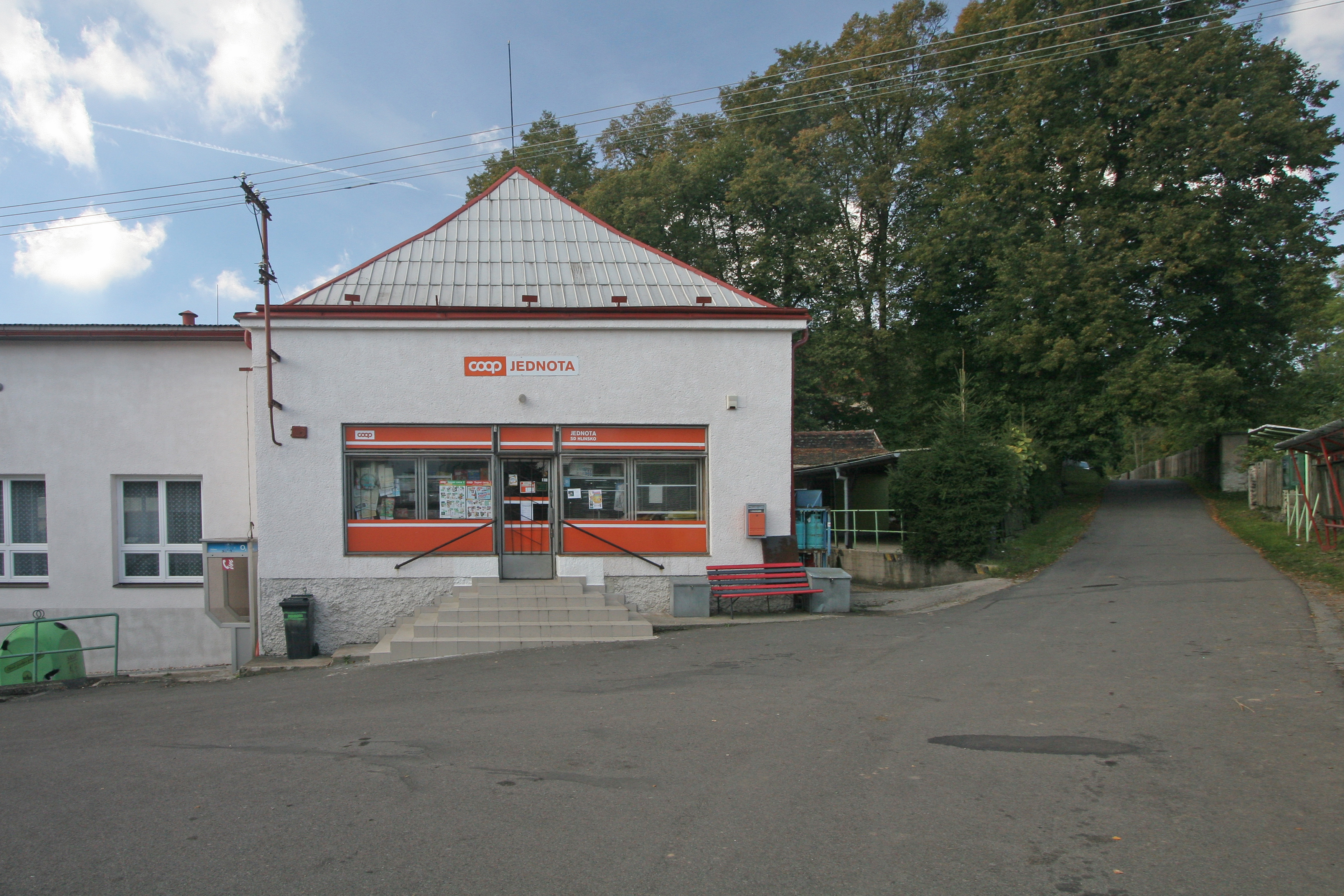
Obchod